# Chapelle-Voland
Chapelle-Voland è un comune francese di 633 abitanti situato nel dipartimento del Giura nella regione della Borgogna-Franca Contea.

## Società

### Evoluzione demografica
Abitanti censiti